# Robert Cosgrove

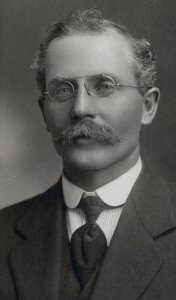
Robert Cosgrove

Sir Robert Cosgrove KCMG (* 28. Dezember 1884 in Tea Tree, Tasmanien; † 25. August 1969 in Hobart, Tasmanien) war ein australischer Politiker der Australian Labor Party (ALP), der zwischen 1939 und 1947 sowie erneut zwischen 1948 und 1958 Premierminister von Tasmanien war. Mit einer gesamten Amtszeit von 18 Jahren ist Cosgrove der Premierminister mit der längsten Amtszeit in Tasmanien.

## Leben

### Abgeordneter und Minister
Cosgrove wurde als Kandidat der Australian Labor Party am 31. Mai 1919 im Wahlkreis Denison erstmals zum Mitglied des Repräsentantenhauses (Tasmanian House of Assembly), dem Unterhaus des tasmanischen Parlaments, gewählt und gehörte diesem bis zu seiner Niederlage bei den Wahlen am 10. Juni 1922 an.
Bei den Wahlen vom 3. Juni 1925 wurde er im Wahlkreis Denison wieder zum Mitglied des House of Assembly gewählt und vertrat den Wahlkreis bis zu seiner erneuten Niederlage bei den Wahlen vom 9. Mai 1931.
Vier Jahre später wurde Cosgrove bei den Wahlen vom 9. Juni 1934 abermals zum Mitglied des Repräsentantenhauses gewählt und gehörte diesem als Vertreter des Wahlkreises Denison bis zu seinem freiwilligen Mandatsverzicht aus gesundheitlichen Gründen am 25. August 1958 an. Zum Zeitpunkt seines Mandatsverzichts war er insgesamt mehr als 30 Jahre lang Mitglied des Parlaments gewesen.
Unmittelbar nach der Wahl vom 9. Juni 1934 wurde Cosgrove am 22. Juni 1934 von Premierminister Albert Ogilvie zum Minister ohne Geschäftsbereich (Member of Executive Council without Office) ernannt und übernahm einen Monat später am 26. Juli 1934 das Amt des Verkehrsministers (Minister of Transport), das er bis zum 22. März 1938 bekleidete. Zugleich fungierte er zwischen dem 7. August 1934 und dem 6. Juli 1939 als Minister zur Verwaltung der Landwirtschaftsbank (Minister administering the Agricultural Bank) sowie als Forstwirtschaftsminister (Minister for Forestry) und auch als Landwirtschaftsminister (Minister for Agriculture).
Im Anschluss wurde Cosgrove am 7. Juli 1939 vom neuen Premierminister Edmund Dwyer-Gray zum Finanzminister (Treasurer) berufen und bekleidete dieses Amt bis zum 18. Dezember.

### Premierminister 1939 bis 1947
Wenige Monate später wurde Cosgrove am 18. Dezember 1939 Nachfolger von Edmund Dwyer-Gray als Premierminister von Tasmanien und übte dieses Amt genau acht Jahre lang bis zum 18. Dezember 1947 aus. Zugleich fungierte er vom 19. August 1940 bis zum 29. März 1946 als Bildungsminister (Minister for Education).
Bei den Parlamentswahlen vom 13. Dezember 1941 konnte die Labor Party ihren Vorsprung im House of Assembly weiter ausbauen und bekam mit 75.544 (62,59 Prozent) zwei Sitze hinzu, so dass sie mit 20 der 30 Sitze über eine deutliche absolute Mehrheit verfügte. Die Nationalist Party unter Führung von Henry Baker kam nur auf 44.158 Stimmen (36,58 Prozent) und stellte damit nur noch zehn Mitglieder im Repräsentantenhaus.
Während der Zeit des Zweiten Weltkrieges übernahm Cosgrove einige weitere Ministerämter und war vom 19. Januar 1942 bis zum 14. Dezember 1945 Minister zur Verwaltung der Zivilverteidigungseinheiten (Minister administering the Civil Defence Legion) sowie vom 19. Januar 1942 bis zum 18. Dezember 1947 Minister zur Verwaltung der Wasserenergiekommission (Minister administering the Hydro-Electric-Commission). Des Weiteren fungierte er zwischen dem 30. November 1943 und dem 18. Dezember 1947 als Minister zur Verwaltung der Handels- und Industrieabteilung des Landwirtschaftsministeriums (Minister administering the Commerce and Industry Division of the Department of Agriculture). Ferner fungierte er vom 14. Dezember 1945 bis zum 18. Dezember 1947 wieder als Finanzminister.
Bei den Parlamentswahlen vom 23. November 1946 erlitt die Labor Party zwar deutliche Verluste von 11,63 Prozentpunkten und konnte aber mit 65.843 Stimmen (50,97 Prozent) 16 Sitze im House of Assembly erzielen und damit ihre absolute Mehrheit knapp behaupten. Die zweitplatzierte Liberal Party unter Führung von Neil Campbell kam auf 44.158 Wählerstimmen (34,25 Prozent) und stellte zwölf Abgeordnete, während die zwei verbleibenden Sitze an einen unabhängigen Liberalen und einen Parteilosen gingen.
Nachdem es im Dezember 1947 zu einer Anklage wegen Bestechung und Korruption gegen Cosgrove gekommen war, legte er am 18. Dezember 1947 sein Amt als Premierminister nieder, woraufhin Edward Brooker das Amt vorübergehend übernahm.

### Premierminister 1948 bis 1958
Im Februar 1948 war das Klageverfahren bereits abgeschlossen und die Vorwürfe gegen Cosgrove zurückgewiesen, so dass Cosgrove von Brooker am 25. Februar 1948 wieder das Amt des Premierministers übernahm. Zugleich übernahm er vom 25. Februar 1948 bis zum 25. August 1958 abermals das Amt des Bildungsministers.
Bei den darauf folgenden Parlamentswahlen vom 21. August 1948 kam die Labor Party auf 70.476 Stimmen (49,38 Prozent) und büßte mit 15 von 30 Sitzen im House of Assembly ihre absolute Mehrheit ein, während die Liberal Party Campbells mit 54.010 Stimmen (37,84 Prozent) ihre Mandate verteidigen konnte. Cosgrove erhielt jedoch in der Folgezeit die Unterstützung von Bill Wedd, einem der drei parteilosen Abgeordneten, so dass er seine Regierung fortsetzen konnte. Wedd fungierte später während dieser Legislaturperiode vom 13. September 1949 bis zum 6. Juni 1950 als Sprecher des House of Assembly und somit als Parlamentspräsident.
Bereits zwei Jahre später fanden am 6. Mai 1950 erneut Parlamentswahlen statt, bei denen die Labor Party mit 70.976 Stimmen (48,63 Prozent) und 15 Sitzen eine absolute Mehrheit abermals verpasste, während die Liberal Party, die nunmehr von Rex Townley geführt wurde, ihr Ergebnis auf 69.429 Stimmen (47,57 Prozent) um 9,73 Prozentpunkte verbessern konnte und mit 14 Sitzen nur noch einen Sitz hinter Labor lag. Allerdings erhielt die Regierung Cosgrove abermals die Unterstützung von Bill Wedd, der nunmehr der einzige parteilose Abgeordnete war.
Die Parlamentswahl vom 19. Februar 1955 brachte eine Pattsituation: Sowohl die Labor Party mit 82.362 Stimmen (52,63 Prozent) als auch die Liberalen unter Townley mit 70.959 (45,35 Prozent) erhielten aufgrund des Wahlrechts 15 Mandate. Nachdem am 11. September 1956 Wohnungsbauminister Carrol Bramich aus der Labor Party austrat und die Liberal Party nach seinem Eintritt in diese über eine Mehrheit verfügte, bat Cosgrove den Gouverneur von Tasmanien, Ronald Cross, um Parlamentsauflösung und die Ausrufung von Neuwahlen. 
Diese fanden am 13. Oktober 1956 statt, bestätigten allerdings die bestehende Pattsituation von jeweils 15 Sitzen im House of Assembly. Diesmal erhielt die Labor Party 80.096 Stimmen (50,27 Prozent) und die nunmehr von Tim Jackson geführte Liberal Party 69.477 Stimmen (43,61 Prozent). Cosgrove setzte daraufhin seine Regierung fort, in der er zuletzt vom 12. Juni bis zum 25. August 1958 auch wieder das Amt des Finanzministers übernahm. Zur Vermeidung von Pattsituationen wurde beschlossen, dass die Anzahl der Sitze im House of Assembly für die nächsten Parlamentswahlen von 30 auf 35 angehoben wird.
Am 26. August 1958 trat Cosgrove nach insgesamt 18-jähriger Amtszeit und damit der längsten eines Premierministers von Tasmanien aufgrund seines Gesundheitszustandes zurück und wurde von Eric Reece abgelöst, der bisher Bergbauminister, Minister für Ländereien und öffentliche Arbeiten sowie Minister für Kommunalverwaltung im Kabinett Cosgrove war.
Für seine jahrzehntelangen politischen Verdienste wurde Cosgrove 1959 zum Knight Commander des Order of St. Michael and St. George geschlagen und führte fortan den Namenszusatz „Sir“. 